# Махнівка (Вінницький район)
Махнівка (з 1937 до 2016 — Красне) — село в Україні, в Якушинецькій сільській громаді, у Вінницькому районі, Вінницької області.

## Історія
Перші письмові згадки про село належать до XVIIIст. Мешканці села займались землеробством. 
Населення в Махнівці у середині 19 століття було 413 чоловіків і 421 жінок. Церковно-приходська школа діяла з 1864 року. 
Як зазначено в «Подільських Єпархіальних Відомостях» 1871 року: «Выдан паспорт 10 апреля Винницкого уезда села Махновка и.д. псаломщика Кондрату Вороновскому на проезд в город Киев для поклонения святим местам на 14 дней». 
На початку XXст., за даними історика В. Крилова, власником Махнівки був С.П. Скандов. В селі нараховувалось 175 дворів у яких проживало 945 осіб. Найближча поштова і залізнична станція — м. Браїлів, 8 верст, найближча земська станція — м. Юзівці, 4 версти. В Махнівці діяла православна церква, школа грамоти і два водяних млини.
У вересні 1915 року місцеві селяни разом з робітниками Жмеринки розгромили поміщицький маєток.
У 1925 році до Махнівської сільської ради, що нараховувала 275 господарств з площею землі 877 десятин, належали село Лисянка і місцева сторожка Людавська дача.
Під час другого голодомору у 1932–1933 роках, проведеного російською владою, загинуло 4 особи.
До 15 травня 2003 року входило до складу Жмеринського району.
11 червня 2016 року село повернуло історичну назву.